# 假毛球壳目
假毛球壳目（学名：Trichosphaeriales）为粪壳菌纲的一个目。此目的模式属为假毛球壳属(Trichosphaeria)。

## 下级分类
本科包括以下属：
- 假毛球壳科 Trichosphaeriaceae

科的地位未定的属：
- Chaetosphaerides Matsushima, 2003
- Dichotomella